# Karl Kuczmierczyk
Karl Kuczmierczyk (Kuszmierczyk) (ur. 1924, zm. ?) – zbrodniarz hitlerowski, członek załogi obozu koncentracyjnego Dachau i SS-Rottenführer.
Obywatel austriacki. W latach 1938–1939 należał do Hitlerjugend. W październiku 1942 wstąpił do Wehrmachtu., skąd we wrześniu 1944 przeniesiono go do Waffen-SS. Wówczas też rozpoczął służbę w kompleksie Dachau jako strażnik w podobozie Kaufering, gdzie przebywał do września 1944. Następnie Kuczmierczyk był również strażnikiem kolejno w podobozach Landshut (do lutego 1945) i Augsburg-Pfersee (do kwietnia 1945). Oprócz tego eskortował więźniów w grudniu 1944 (500 więźniów przeniesiono wówczas z Kaufering do Landshut) i lutym 1945 (150 więźniów przetransportowano z Landshut do obozu głównego Dachau).
Kuczmierczyk został osądzony za swoje zbrodnie w procesie załogi Dachau (US vs. Karl Kuczmierczyk) przez amerykański Trybunał Wojskowy w Dachau 16 maja 1947. Udowodniono mu zakatowanie na śmierć dwóch więźniów narodowości polskiej i znęcanie się nad innymi w podobozie Landshut. Oskarżonego skazano na karę śmierci przez powieszenie, którą jednak w wyniku rewizji wyroku zamieniono następnie na dożywotnie pozbawienie wolności.